# Szymany (Kozłowo)
Szyzmany (deutsch Schiemanen) ist ein Dorf in der polnischen Woiwodschaft Ermland-Masuren. Es gehört zur Gmina Kozłowo (Landgemeinde Groß Koslau, 1938 bis 1945 Großkosel) im Powiat Nidzicki (Kreis Neidenburg).

## Geographische Lage
Szymany liegt am Ostufer der Neide (polnisch Nida) im Südwesten der Woiwodschaft Ermland-Masuren, sieben Kilometer südlich der Kreisstadt Nidzica (deutsch Neidenburg).

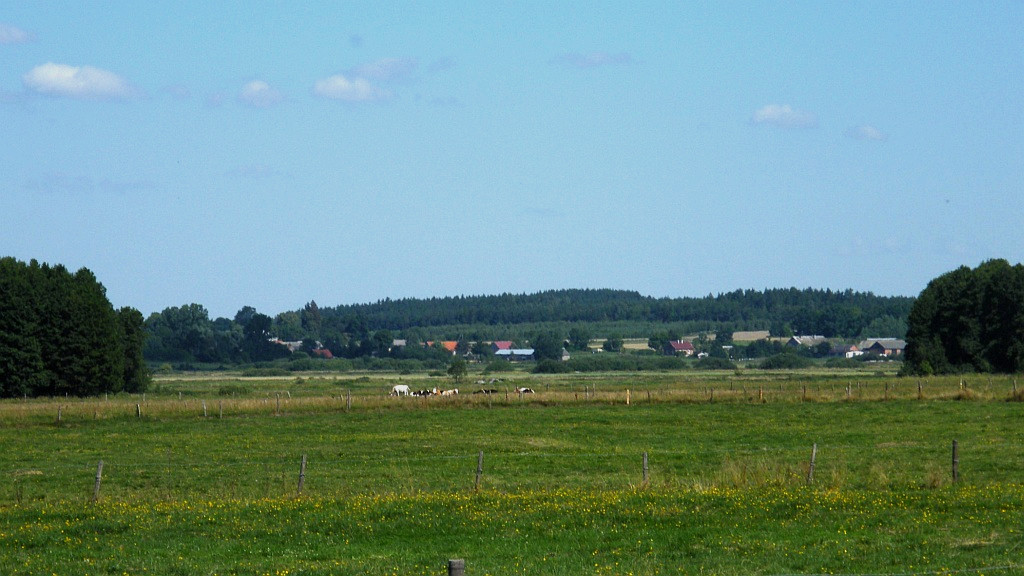
Ortsansicht Szymany

## Geschichte
Simonsbruch, nach 1574 Schimanen genannt, wurde 1356 gegründet. 1874 kam die kleine Landgemeinde zum Saberau (polnisch Zaborowo) im ostpreußischen Kreis Neidenburg und gehörte ihm bis 1945 an.
111 Einwohner waren 1910 in Schiemanen registriert. Ihre Zahl belief sich 1933 auf 115 und 1939 auf 123.
Mit dem gesamten südlichen Ostpreußen wurde Schiemanen 1945 in Kriegsfolge an Polen überstellt. Das Dorf erhielt die polnische Namensform „Szymany“ und ist heute mit dem Sitz eines Schulzenamts (polnisch Sołectwo) eine Ortschaft im Verbund der Gmina Kozłowo (Landgemeinde Groß Koslau, 1938 bis 1945 Großkosel) im Powiat Nidzicki (Kreis Neidenburg), bis 1998 der Woiwodschaft Olsztyn, seither der Woiwodschaft Ermland-Masuren zugehörig. 2011 zählte Szymany 74 Einwohner.

## Kirche
B is 1945 war Schiemanen in die evangelische Kirche Saberau (polnisch Zaborowo) in der Kirchenprovinz Ostpreußen der Kirche der Altpreußischen Union, außerdem in die römisch-katholische Kirche Neidenburg (Nidzica) im Bistum Ermland eingepfarrt. Heute gehört Szymany katholischerseits zur Kirche Pielgrzymowo (Pilgramsdorf), einer Filialkirche der Kirche Mariä Empfängnis und St. Adalbert Nidzica im Erzbistum Ermland. Die evangelischen Einwohner orientieren sich zur Heilig-Kreuz-Kirche Nidzica in der Diözese Masuren der Evangelisch-Augsburgischen Kirche in Polen.

## Verkehr
Szymany liegt an einer Nebenstraße, die Kanigowo (Kandien) und Ważyny (Wasienen) mit Zaborowo (Saberau) und Sarnowo (Scharnau) verbindet. Eine Anbindung an den Bahnverkehr besteht nicht.